# Triffiderna
Triffiderna är en bok av John Wyndham utgiven 1951, engelsk titel The Day of the Triffids. Boken filmatiserades 1963 med namnet Triffidernas dag. Den har även omarbetats till en brittisk TV-serie 1981, The Day of the Triffids, som visades i svensk TV 1984 och en ny  brittisk TV-serie från 2009 The Day of the Triffids.